# Perktarit
Perktarit (również Berthari) (ur. ? – zm. 688) – król Longobardów w latach 661–662 a następnie w okresie 671–688.
Był synem i następcą Ariperta I. Dzielił władzę z bratem Godepertem o czym zdecydował w 661 przed śmiercią ich ojciec. W ten sposób po raz pierwszy w historii królestwa doszło do podziału państwa. Był katolikiem, a Godepert arianinem. Rządził z Mediolanu, a Godepert z Pawii. Między braćmi doszło do wojny. Godepert wezwał na pomoc Grimoalda I księcia Benewentu, któremu ofiarował za żonę swoją siostrę. Jednakże Grimoald po przybyciu z wojskiem do Pawii zabił młodego Godeperta i przejął jego królestwo, a Perktarita zmusił do ucieczki. Perktarit najpierw udał się na dwór awarskiego kagana. W tym czasie jego żona Rodelinda i ich syn Kuninkpert zostali pojmani przez Grimoalda i zesłani do Benewentu. Jakiś czas później Perktarit powrócił za zgodą Grimoalda i zaczął spiskować przeciwko niemu, ale musiał znowu uciekać tym razem do Franków. Gdy Grimoald odparł atak Franków na Piemont i zawarł z nimi traktat pokojowy, Perktarit niepewny swego losu przygotowywał ucieczkę do Anglii, ale wcześniej dotarły do niego wiadomości o śmierci Grimoalda.
W 671 powrócił z wygnania i odzyskał królestwo, które było rządzone od trzech miesięcy w imieniu małoletniego Garibalda, syna Grimoalda. Ustanowił katolicyzm oficjalną religią, lecz nie uznawał zwierzchnictwa papiestwa. Zawarł pokój z Bizancjum i wyznaczył na współrządcę swego syna Kuninkperta w 678. Walczył z buntem Alahisa, księcia Tarentu. Bez powodzenia oblegał Trydent, pod którym poniósł klęskę. Mimo to doszło do porozumienia z Alahisem, który otrzymał od króla księstwo Brescji. W 688 został zabity w wyniku spisku.
Jego córka Wigilinda poślubiła Grimoalda II księcia Benewentu, syna Romualda I. Rządy Perktarita zwracają uwagę nie ze względu na militarne osiągnięcia, lecz z powodu religijnych darowizn. Wybudował kościoły świętej Agaty i Dziewicy (poza murami) w Pawii. Jego następcą był bardziej wojowniczy syn, który musiał kontynuować walkę z Alahisem, bo jego bunt wybuchł na nowo.